# Греко (мыс)
Гре́ко, Ка́по-Гре́ко, Ка́во-Гре́ко, Ка́бо-Гре́ко (греч. Κάβο Γκρέκο, итал. Capo Greco «греческий мыс») — мыс в юго-восточной части острова Кипра, является южным окончанием залива Фамагусты и восточным окончанием бухты Айия-Напы.

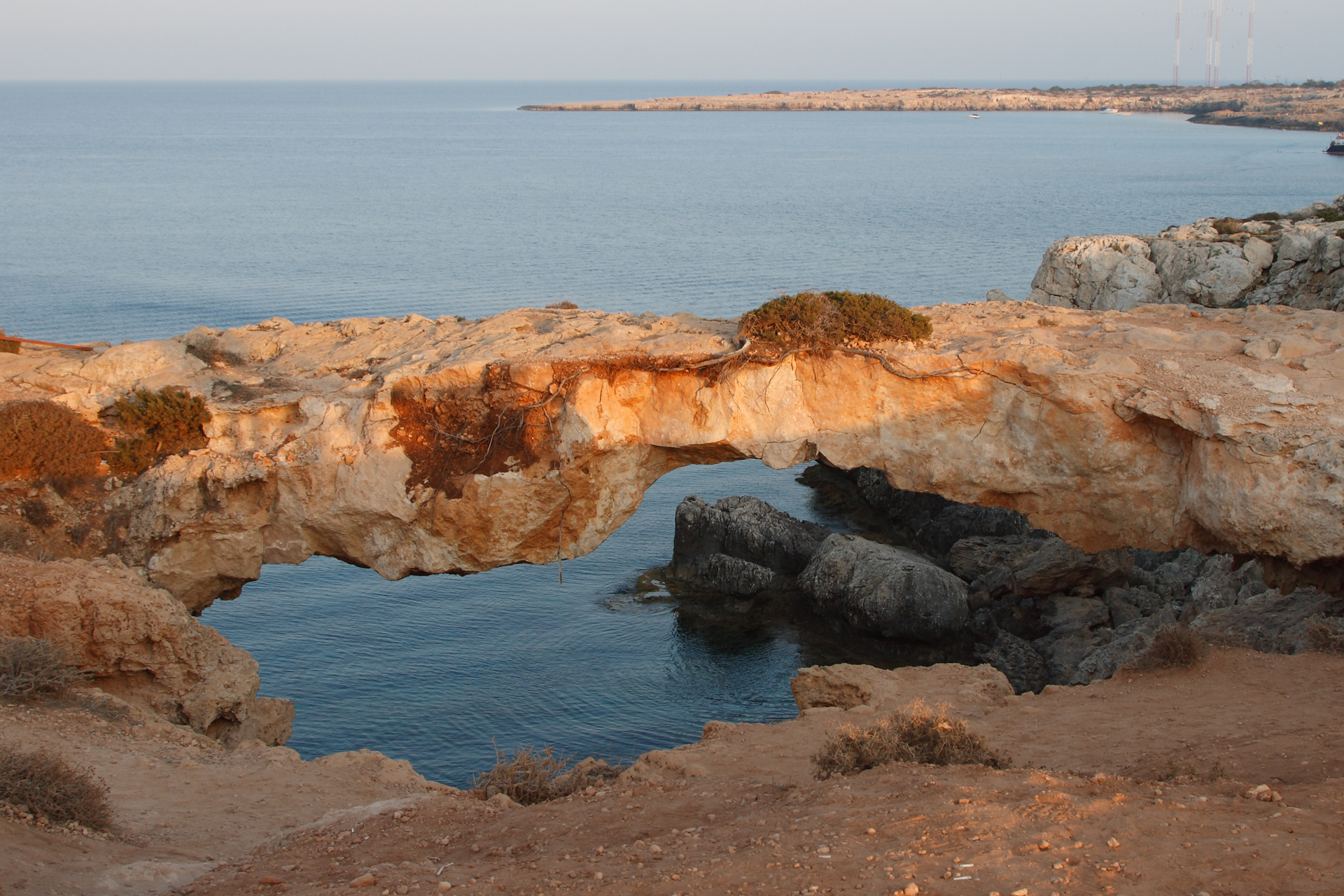
«Мост влюблённых» или «Арка ворона» («Γέφυρα Ερωτευμένων» ή «Καμάρα του Κόρακα»)

## Описание
Мыс Греко — самая восточная точка острова Кипра, которая контролируется Республикой Кипр, тогда как самая восточная географическая точка острова — мыс Андреас (мыс апостола Андрея) на полуострове Карпасия — контролируется Турецкой Республикой Северного Кипра.

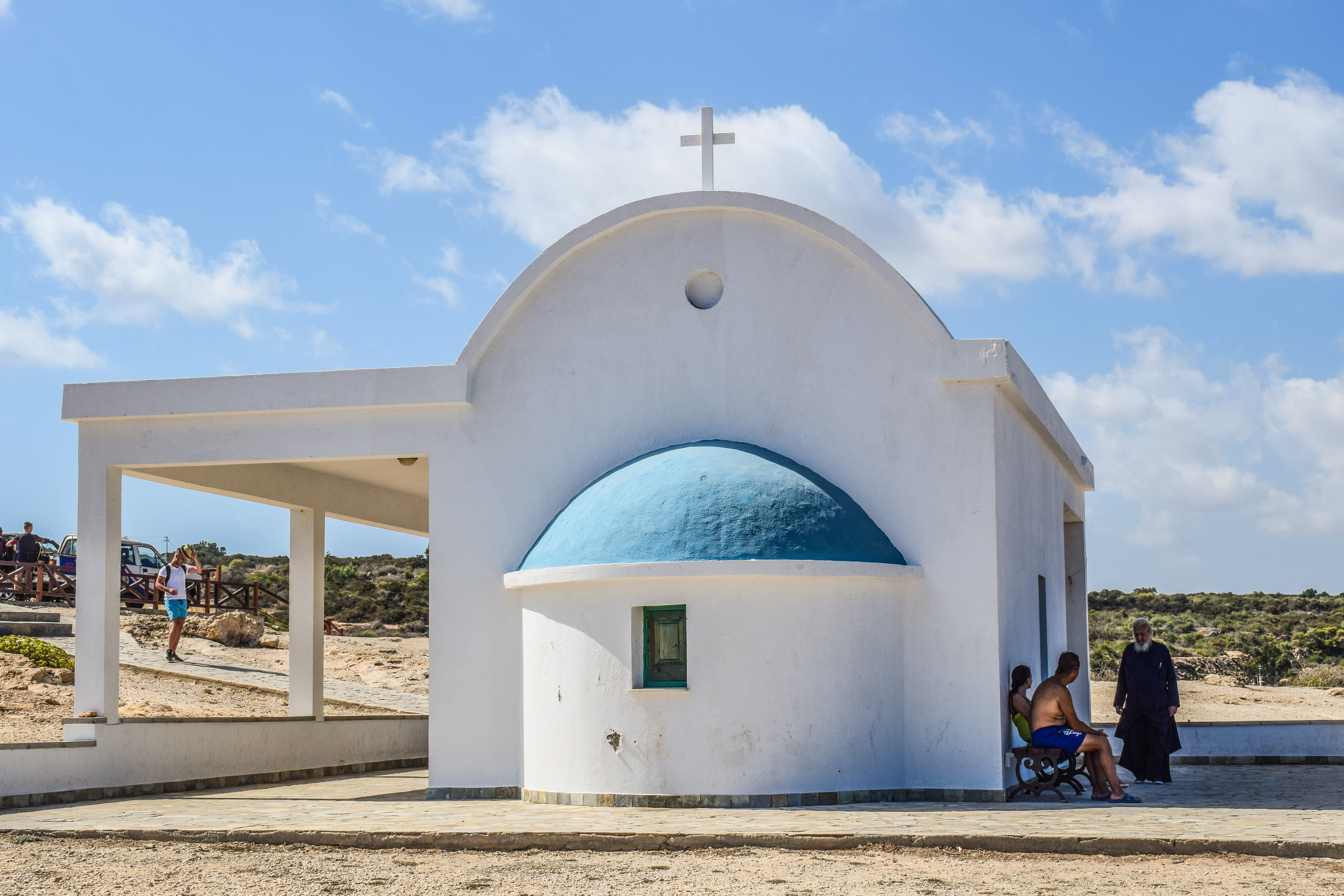
Церковь Айи-Анарьири (Святых бессребреников)

Мыс находится между популярными туристическими зонами Айия-Напа и Протарас. Административно относится к муниципалитету Айия-Напа. Мыс знаменит скалистым побережьем с прозрачной водой, пользуется популярностью у любителей дайвинга, снорклинга и подводной охоты. Согласно местной легенде в водах, омывающих мыс Греко, обитает Айя-Напское чудовище. На мысе отдыхают птицы во время перелета через море.
На самой восточной части мыса находится маяк.

## Радиолокационная станция
Восточная часть мыса Греко (полуостров Sougla) недоступна для туристов, так как принадлежит одному из четырёх эксклавов, наряду с вершиной горы Олимп, Акротири и Декелией, который занимают военные Великобритании. Там находится радиолокационная станция британской военной базы. Кроме военных радаров на ней располагаются ретрансляционные станции ближневосточного радио «Монте Карло» (RMC) и евангелического Trans World Radio (TWR).

## Национальный парк
На территории муниципалитета Айия-Напа на мысе Греко находится государственный лесной парк «Ка́во Гре́ко», расположенный в двух километрах на северо-запад от самой восточной части мыса Греко, в 8 км к юго-востоку от Айия-Напы. Парк занимает площадь 384,9 га. На его территории встречаются редкие виды растений. Например, из 36 разновидностей орхидей, растущих на острове, большинство встречаются именно здесь. На территории парка также произрастают крокусы, безвременники и ирисы. Национальный парк включен в природоохранную программу «Натура 2000» Европейского союза.
В рамках проекта развития парка были созданы смотровые площадки, зона для проведения пикников, специальные пешеходные и велосипедные тропы для любителей природы, туристическое справочное бюро. Для посетителей созданы условия для следующих видов отдыха: плавание, дайвинг, парасейлинг (полет на парашюте, буксируемом катером), рыбалка, гребля, прогулки на велосипеде, верховая езда, восхождения на высоты и пеший туризм.
В античные времена на территории парка находился храм Афродиты. К нему ведёт маршрут пешего туризма.
Самые достопримечательностей парка — естественный «Мост влюблённых» или «Арка ворона» («Γέφυρα Ερωτευμένων» ή «Καμάρα του Κόρακα») и церковь Айи-Анарьири (Святых бессребреников).

## Галерея

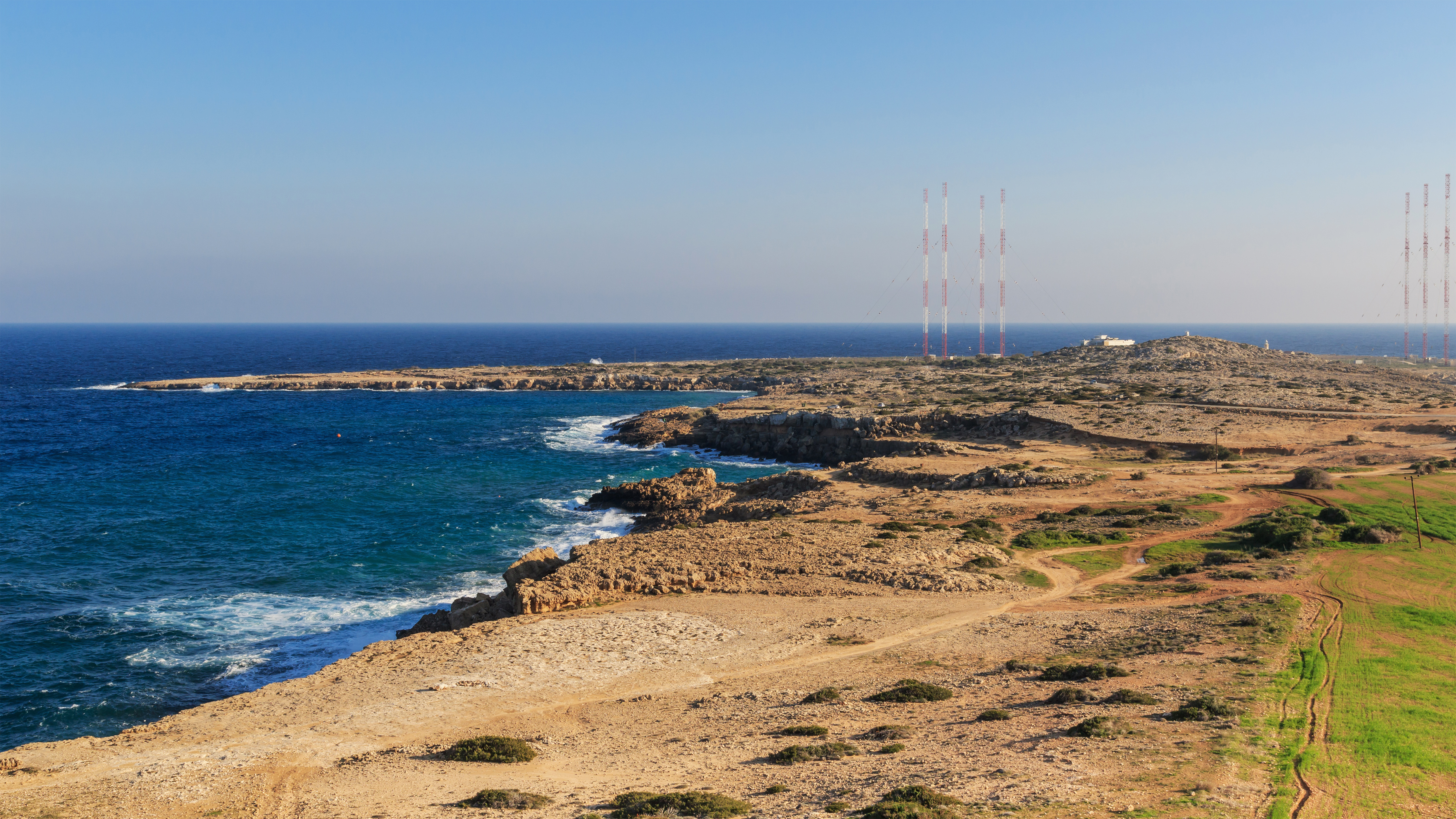
Военно-морская база на мысе Греко, фазированные вертикальные вибраторы
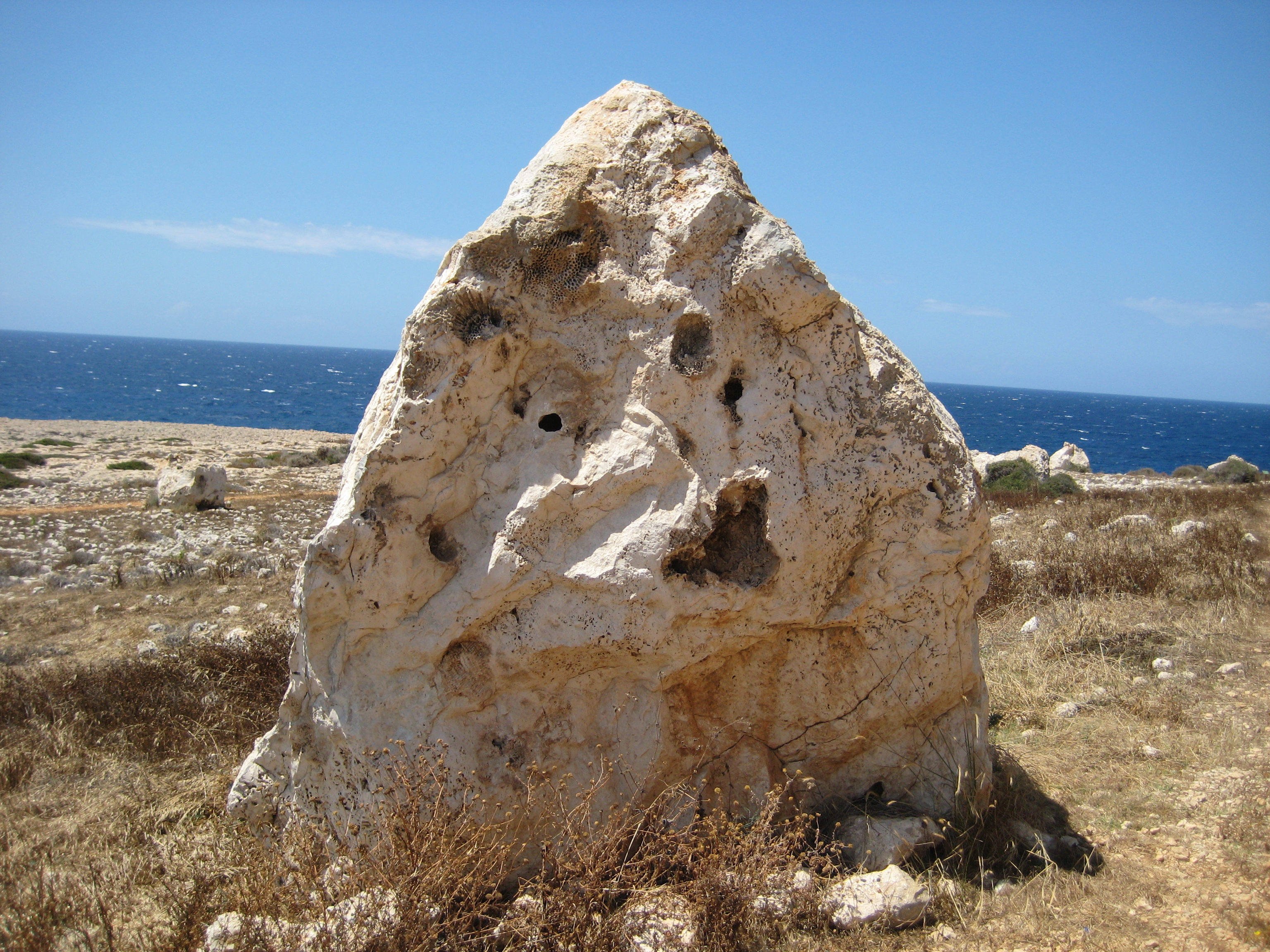
Валун вулканического происхождения с отпечатками кораллов
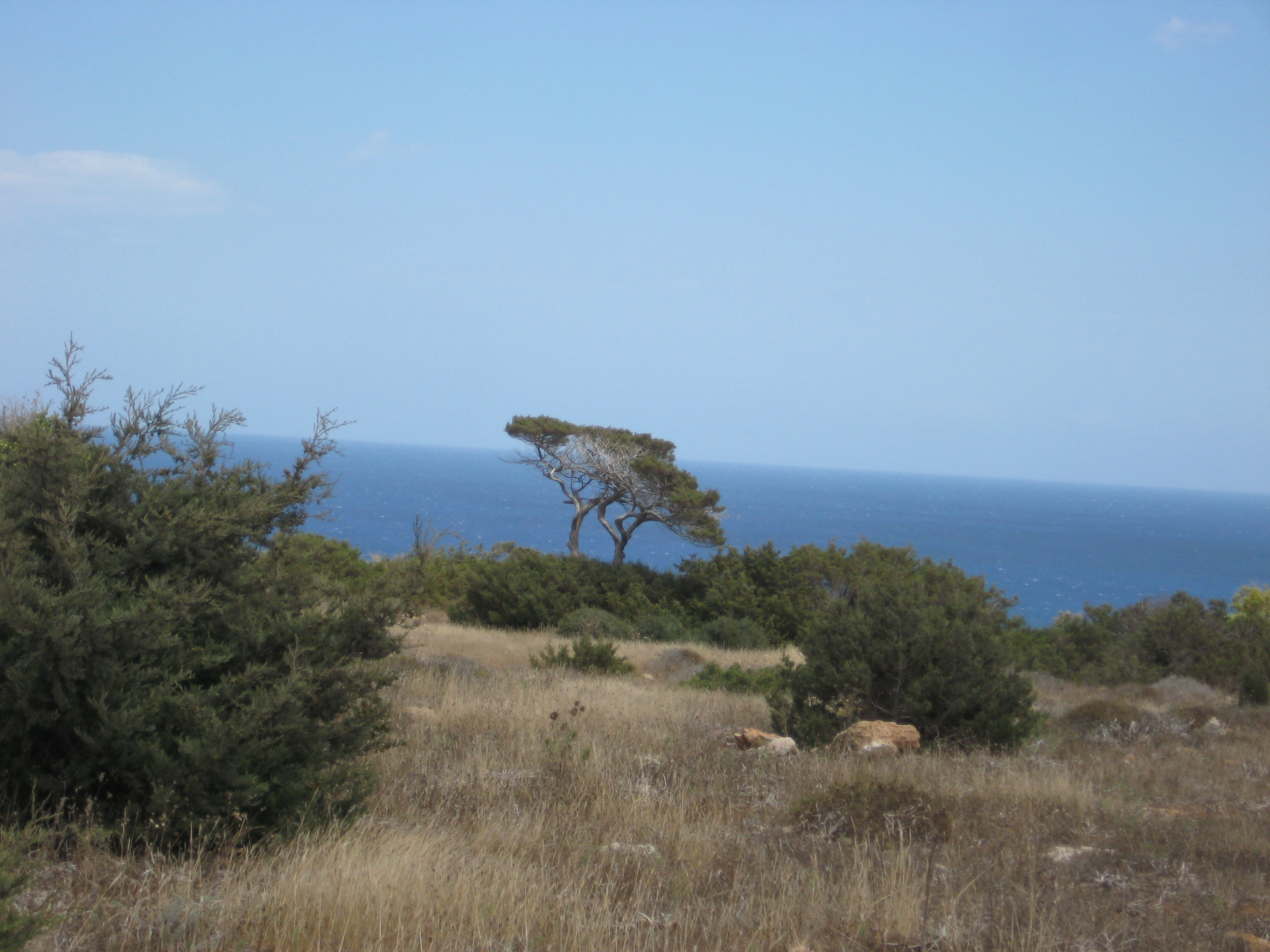
Вид на парк мыса Греко
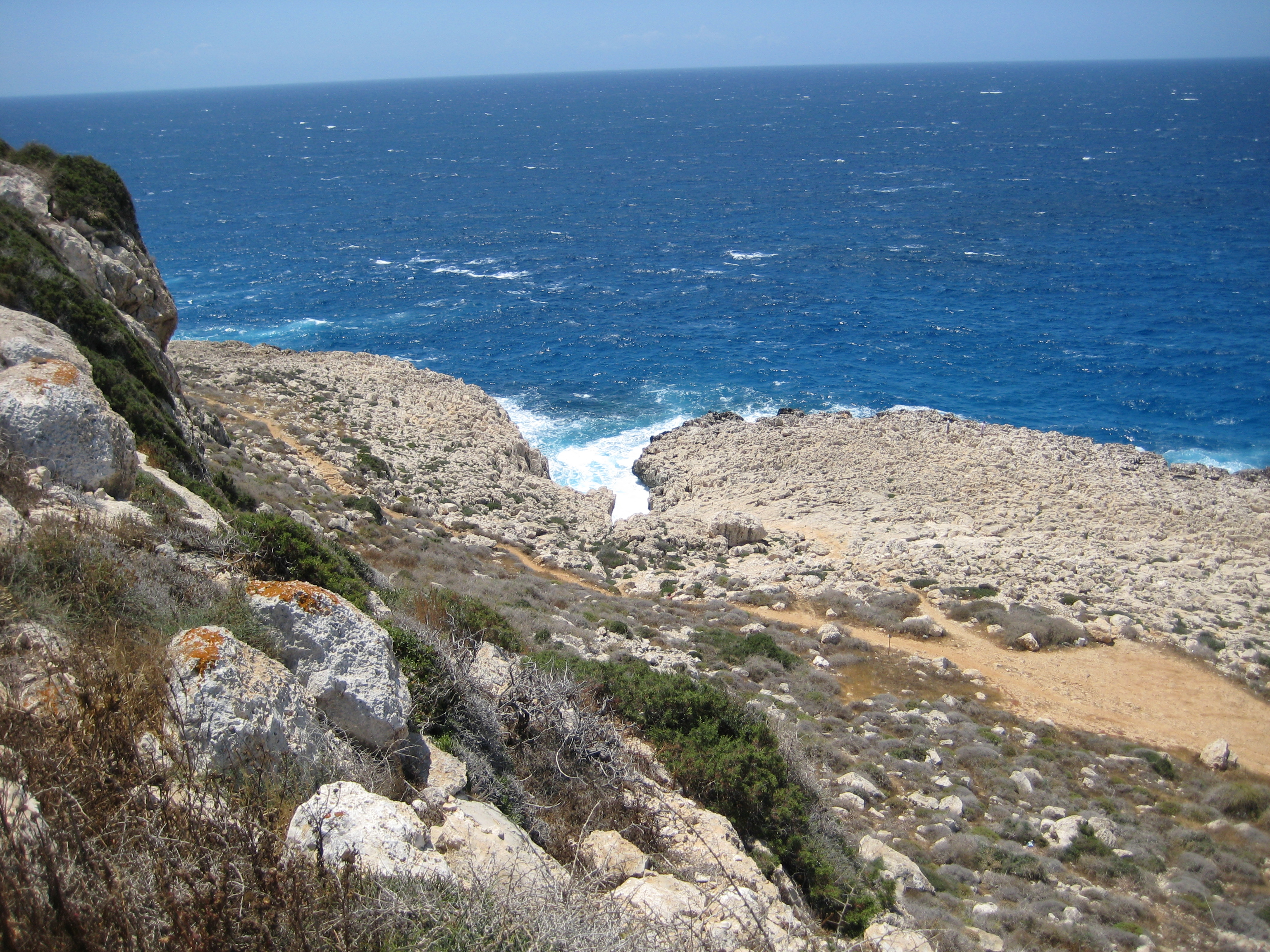
Вид с высоты мыса Греко
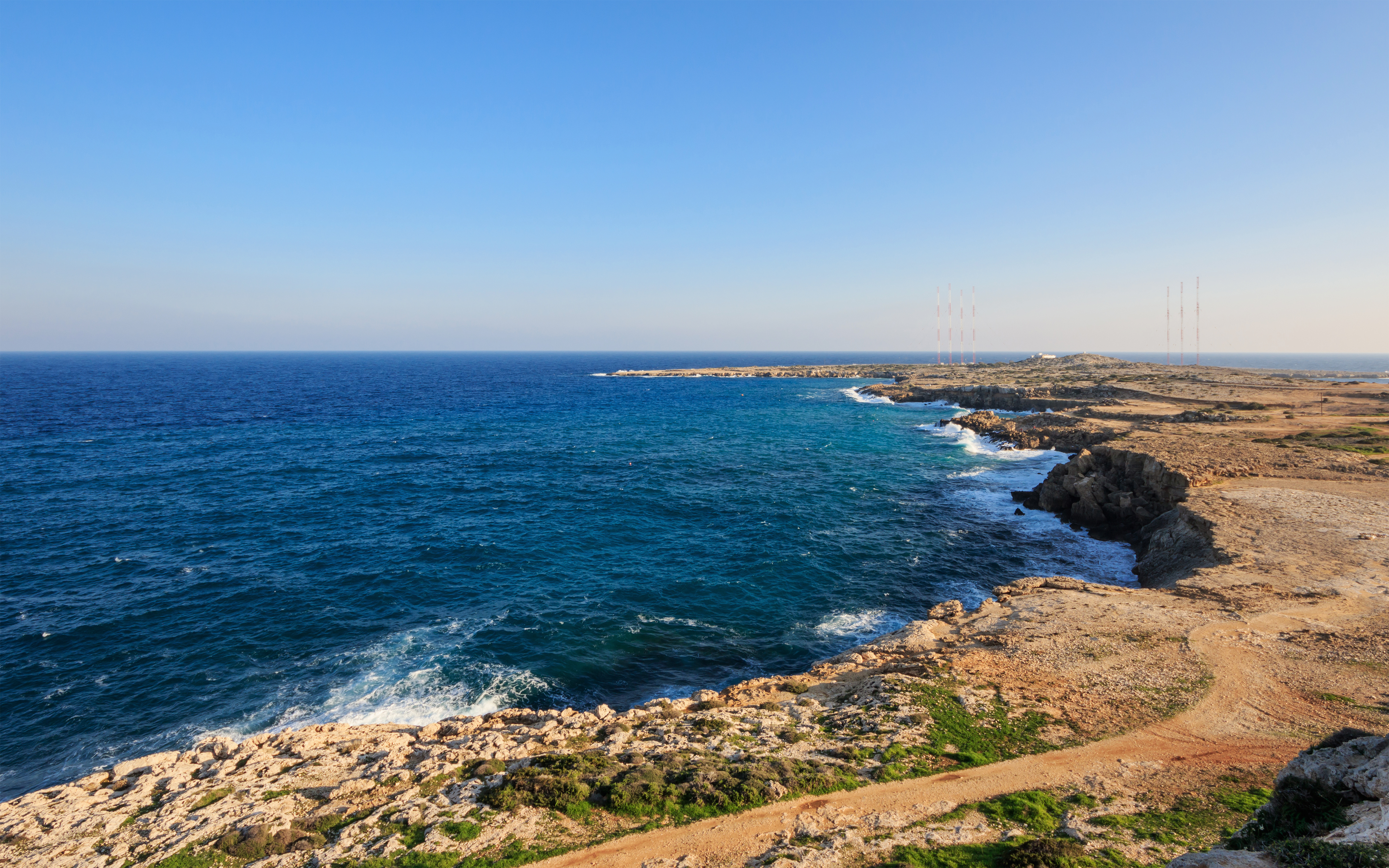
Вид на бухту
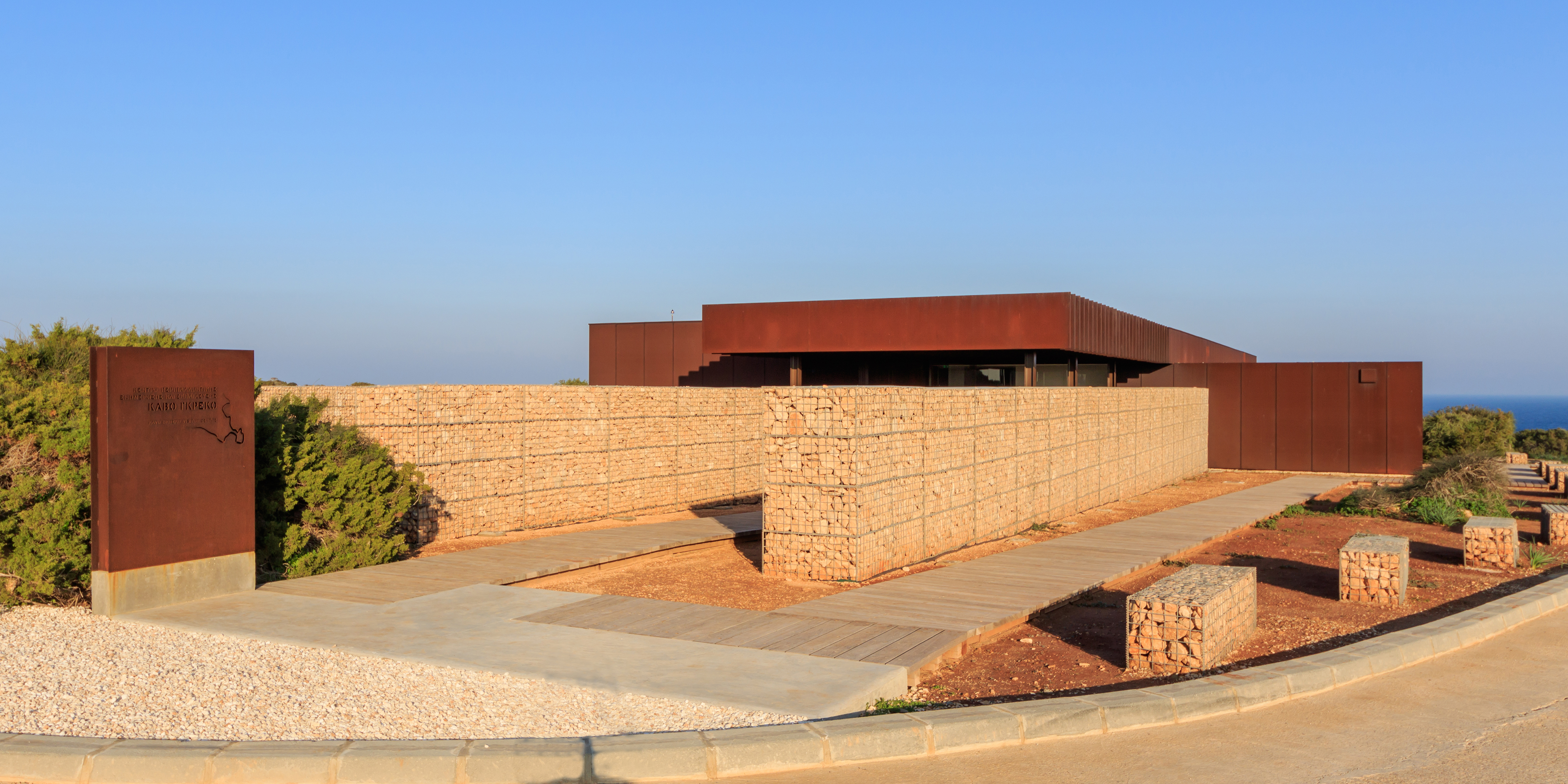
Здание инфоцентра около мыса Греко
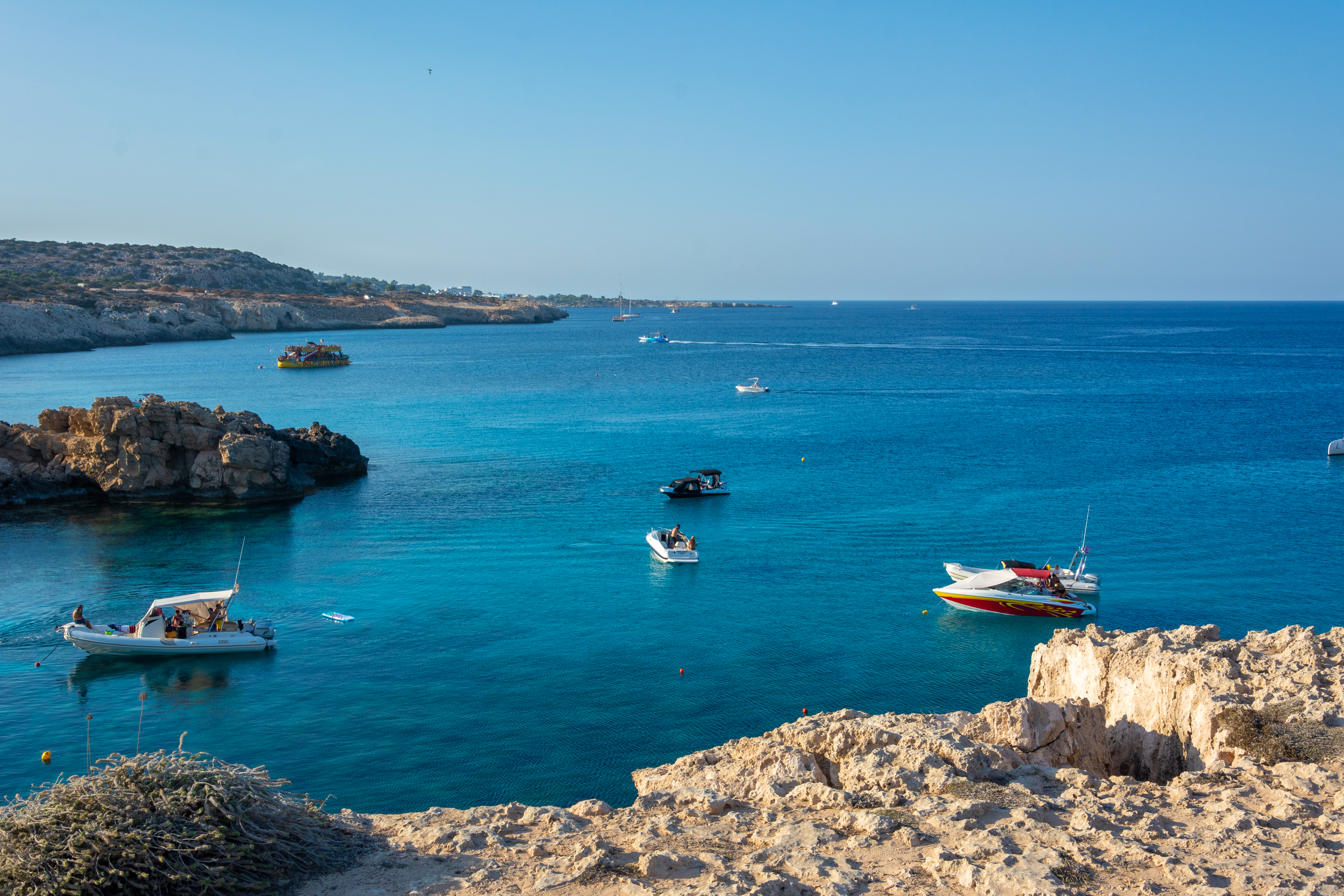
Мыс Каво Греко. Вид на море